# Länsväg E 636
Länsväg E 636 är en övrig länsväg i Östergötlands län, Sverige. Vägen i fråga är den tidigare huvudvägen (E4/Riksettan) mellan Linköping och Mjölby. Länsvägen passerar tätorterna Vikingstad och Mantorp. Sträckan mellan Kåparpsrondellen i Linköping, i vilken vägen börjar, och Vikingstad är idag 2+1-väg med mitträcke efter ombyggnad av befintlig 13-metersväg.
Linköping-Vikingstad har tidigare haft två nordligare sträckningar. De blockeras nu av Malmens flygfält, för vars skull vägen flyttats.
Som huvudväg och del av E4 är denna väg idag ersatt av en motorväg med en i stort sett parallell men nordligare sträckning. E 636 är emellertid fortfarande betydelsefull som lokalväg i området. 